# ارل والاس
ارل والاس (انگلیسی: Earl Wallace) یک فیلم‌نامه‌نویس اهل ایالات متحده آمریکا است.
او در سال ۱۹۸۵ میلادی به همراه «پاملا والاس» و «ویلیام کِلی» بابت نگارش فیلم‌نامهٔ شاهد برندهٔ جایزه اسکار بهترین فیلم‌نامه غیراقتباسی شد.